# 副島萌生
副島萌生（そえじま めい、1991年12月28日—）為NHK播報員。

## 經歷
青森縣弘前市出身。青森縣立弘前高等學校、慶應義塾大學畢業。
高中時曾屬於弘前高中放送局。NHK全國高中廣播競賽（2008年度）廣播組獲得「優良」獎，曾於2009年春季的第81屆選拔高等學校棒球大會開幕式與閉幕式擔任主持人。
大學時屬於舞蹈社團。
2015年4月加入NHK。

## 現在的主持節目
- NHK7點新聞（主播，非國定假日的週一 - 週四：2024年4月1日 - ）[7]
- 傳奇的目擊者（日语：レジェンドの目撃者）（BS1特集（日语：BS1スペシャル））主持人
- 達爾文來了!（日语：ダーウィンが来た!）（旁白：2024年6月23日 - ）

## 曾經主持節目
大分放送局（2015年度 - 2016年度）
- NHK特別星期天（日语：NHKとっておきサンデー）（2015年6月7日） - 新人揭曉
- 感謝你的訊息！手機大喜利（日语：着信御礼!ケータイ大喜利）（2015年11月1日、2016年9月11日）
- 第98屆全國高等學校棒球選手權大賽 大分大賽 準決賽廣播實況 （2016年7月23日，大分×臼杵）
- 第98屆全國高等學校棒球選手權大賽 阿爾卑斯報告（2016年8月15日 - 18日、20日、21日）
- NHK特集 MEGA CRISIS 巨大危機 〜對抗威脅的人們〜 第2集（2016年9月11日）
- 目撃!日本列島 俳句中的想法 〜大分重度身心障礙者的心聲〜（2016年10月22日）
- NHK新聞 早安日本 體育單元播報員（2016年11月21日 - 12月2日、森花子的代理人選）
- 大分的新聞、直播、採訪

名古屋放送局（2017年度）
- 早安東海（日语：おはよう東海）（2017年4月 - 2018年3月）[8]
- 超絕 驚人的技巧!（日语：超絶 凄ワザ!）（2017年5月 - 2018年2月26日）[9]
- 職業棒球直播野球中継（日语：NHKプロ野球） 「樂天對歐力士猛牛」（2017年6月28日、BS1、青森縣弘前市 遙夢球場（日语：はるか夢球場））現場記者。
- 東海3縣、東海北陸的新聞
- 熱門夜晚（日语：ほっとイブニング）（2017年8月21日 - 25日，代理福永美春的主播職務）
- BS1特集（日语：BS1スペシャル） 「朝傳奇棋士邁進〜藤井聰太 出道1年〜」（2017年12月24日）

東京播報員室（2018年度 - ）
- 週六體育（日语：サタデースポーツ）、週日體育（日语：サンデースポーツ） - 主播（2018年4月1日 - 2022年3月27日），為第一位單獨擔任「週六體育」主播的女性播報員
- N特集5分鐘「亞馬遜未知的族群」（2018年12月22日）
- 清爽自然百景（日语：さわやか自然百景）（旁白）
  - 「群馬 多多良沼澤（日语：多々良沼）」（2019年2月17日）
  - 「長野 裾花川（日语：裾花川）」（2022年8月21日）
- 宇宙前線（日语：コズミックフロント）（旁白：2019年4月25日 - 2023年3月）
- 職棒直播「樂天對西武」8回戰（2019年5月29日、BS1、青森縣弘前市 遙夢球場） - 津輕弁（日语：津軽弁）的現場記者。
- 第47屆洛桑國際芭蕾舞競賽（日语：ローザンヌ国際バレエコンクール）（2019年6月16日、教育頻道）解説：山本康介
- 橄欖球測試賽「日本」對「南非」（2019年9月6日、BS1） 來賓：五郎丸步
- 「靜靜的開花 弘前公園的名櫻」（2020年5月9日、BS Premium）來賓：奈良美智
- ＃因為這是高中最後的夏天 選手們綻放光芒的舞台（2020年8月10日、11日）主持 : 佐藤隆太 來賓：桑田真澄、佐佐木久美（日向坂46）
- 我的動漫故事（2020年9月21日 - 10月12日、教育頻道）旁白
- 體育×人類（日语：スポーツ×ヒューマン）（BS1）
  - 5分鐘〜大家一起乾杯篇〜（2020年10月5日 - 8日） - 旁白
  - Last Days 川崎前鋒 中村憲剛（2020年12月21日） - 旁白
- NHK新聞 早安日本（非國定假日的週一 - 週五：5:30 - 7:45、2022年4月4日 - 2024年3月29日）
  - 2022年度：副播報員
  - 2023年度：副播報員、體育播報員
  - 新聞、氣象預報（上午10時的定時新聞，非國定假日的週一 - 週五）（2023年4月 - 2024年3月）[註 1]
- 廣播新聞（上午10時、11時的定時新聞：主要為週一、週三，2022年4月 - 2023年3月）
- 野外生活（日语：ワイルドライフ (ドキュメンタリー番組)）（BS Premium 、NHK BS4K）阿拉斯加永恆的自然景色 星野道夫看見的馴鹿聚集（2022年12月5日） - 旁白
- 新聞（上午9時，2022年12月12日、14日 - 16日）[註 2]
- NHK特集 深海II 紅海 世界第一!挑戰深海的魔境（2023年7月23日） - 旁白

## 備註
註釋
1. ↑  與伊藤海彦輪流負責。
2. ↑  原本負責該時段的佐藤俊吉的代理主播。

## 外部連結
- NHK播報員室 副島萌生 （页面存档备份，存于）